# Tatiana Lesovaja
Tatiana Dmitrijevna Lesovaja (ryska: Татьяна Диитриевна Лесовая), född den 24 april 1956 i Taldjkorgan, Kazakstan, är en sovjetisk friidrottare inom diskuskastning.
Hon tog OS-brons i diskuskastning vid friidrottstävlingarna 1980 i Moskva. 